# Gmina Braslovče
Gmina Braslovče (słoweń.: Občina Braslovče) – gmina w Słowenii. W 2010 roku liczyła 5213 mieszkańców.

## Miejscowości
Miejscowości wchodzące w skład gminy Braslovče:

- Braslovče – siedziba gminy
- Dobrovlje
- Glinje
- Gomilsko
- Grajska vas
- Kamenče
- Letuš
- Male Braslovče
- Orla vas
- Parižlje
- Podgorje pri Letušu
- Podvrh
- Poljče
- Preserje
- Rakovlje
- Spodnje Gorče
- Šentrupert
- Šmatevž
- Topovlje
- Trnava
- Zakl
- Zgornje Gorče